# It's Only Time
It's Only Time is het tweede muziekalbum van de poprocksinger-songwriter Drake Bell. Het album staat onder contract bij Universal Records. Zijn eerste album, Telegraph, werd in 2005 zonder platenmaatschappij uitgebracht. It's Only Time ging op 5 december 2006 in première. Twee van de nummers die op het album staan, zijn op single uitgebracht. De eerste single, "I Know," werd uitgebracht op 17 oktober 2006 en de tweede single, "Makes Me Happy," op 16 oktober 2007.
Het album kwam binnen op plaats #81 in de Billboard 200, waarbij 7,500+ albums verkocht werden in de eerste week van de release. In augustus 2008 stond de teller op 35,000+ stuks. Drake Bell ging in de zomer van 2007 op tour met dit album.

## Nummers
Alle nummers zijn geschreven door C.J. Abraham, Drake Bell en Michael Corcoran, behalve waar anders staat aangegeven.
1. "Up Periscope" – 3:15
2. "I Know" – 3:45
3. "Do What You Want" – 3:25
4. "It's Only Time" – 3:59
5. "Found a Way" (Akoestisch) (Bell, Corcoran) – 3:02
6. "Makes Me Happy" – 2:07
7. "Fool the World" – 4:44
8. "Fallen for You" (Bell, Corcoran) – 3:16
9. "Rusted Silhouette" – 3:08
10. "Break Me Down" – 2:06
11. "End It Good" – 1:45

## Charts
| Hitlijst (2006/2007)                      | Hoogste positie |
| ----------------------------------------- | --------------- |
| U.S. Billboard Hot 100                    | 81              |
| Mexican Top 100 Albums Chart              | 4               |
| Mexican Top 20 International Albums Chart | 2               |